# Danaus eresimus
Danaus eresimus е вид насекомо от семейство Многоцветници (Nymphalidae).

## Разпространение
Видът е разпространен на Карибите, в Северна и Южна Америка.